# Agrypnus orthoderus
Agrypnus orthoderus is een keversoort uit de familie kniptorren (Elateridae). De wetenschappelijke naam van de soort is voor het eerst geldig gepubliceerd in 1924 door Elston.